# Rhoda isolata
Rhoda isolata är en mångfotingart som beskrevs av Chamberlin 1958. Rhoda isolata ingår i släktet Rhoda och familjen Scolopendridae. Inga underarter finns listade i Catalogue of Life.